# Faïz Mattoir
Faïz Mattoir (Mayotte, 12 luglio 2000) è un calciatore comoriano con cittadinanza francese, attaccante svincolato.

## Caratteristiche tecniche
È un centravanti.

## Carriera

### Nazionale
L'11 novembre 2020 ha debuttato con la nazionale comoriana giocando l'incontro di qualificazione per la Coppa d'Africa 2021 pareggiato 1-1 contro il Kenya; è stato convocato per la Coppa delle nazioni africane 2021.

## Statistiche

### Cronologia presenze e reti in nazionale
| Cronologia completa delle presenze e delle reti in nazionale ― Comore | Cronologia completa delle presenze e delle reti in nazionale ― Comore | Cronologia completa delle presenze e delle reti in nazionale ― Comore | Cronologia completa delle presenze e delle reti in nazionale ― Comore | Cronologia completa delle presenze e delle reti in nazionale ― Comore | Cronologia completa delle presenze e delle reti in nazionale ― Comore | Cronologia completa delle presenze e delle reti in nazionale ― Comore | Cronologia completa delle presenze e delle reti in nazionale ― Comore |
| Data                                                                  | Città                                                                 | In casa                                                               | Risultato                                                             | Ospiti                                                                | Competizione                                                          | Reti                                                                  | Note                                                                  |
| --------------------------------------------------------------------- | --------------------------------------------------------------------- | --------------------------------------------------------------------- | --------------------------------------------------------------------- | --------------------------------------------------------------------- | --------------------------------------------------------------------- | --------------------------------------------------------------------- | --------------------------------------------------------------------- |
| 11-11-2020                                                            | Kasarani                                                              | Kenya                                                                 | 1 – 1                                                                 | Comore                                                                | Qual. Coppa d'Africa 2021                                             | -                                                                     | 87’                                                                   |
| 15-11-2020                                                            | Moroni                                                                | Comore                                                                | 2 – 1                                                                 | Kenya                                                                 | Qual. Coppa d'Africa 2021                                             | 1                                                                     | 71’                                                                   |
| 25-3-2021                                                             | Moroni                                                                | Comore                                                                | 0 – 0                                                                 | Togo                                                                  | Qual. Coppa d'Africa 2021                                             | -                                                                     | 85’                                                                   |
| 29-3-2021                                                             | Il Cairo                                                              | Egitto                                                                | 4 – 0                                                                 | Comore                                                                | Qual. Coppa d'Africa 2021                                             | -                                                                     | 46’                                                                   |
| 29-7-2021                                                             | Moroni                                                                | Comore                                                                | 1 – 0                                                                 | Burundi                                                               | Amichevole                                                            | -                                                                     | 77’                                                                   |
| 31-12-2021                                                            | Gedda                                                                 | Malawi                                                                | 2 – 1                                                                 | Comore                                                                | Amichevole                                                            | -                                                                     | 56’                                                                   |
| 10-1-2022                                                             | Yaoundé                                                               | Comore                                                                | 0 – 1                                                                 | Gabon                                                                 | Coppa d'Africa 2021 - 1º turno                                        | -                                                                     | 46’                                                                   |
| 18-1-2022                                                             | Garoua                                                                | Ghana                                                                 | 2 – 3                                                                 | Comore                                                                | Coppa d'Africa 2021 - 1º turno                                        | -                                                                     | 60’                                                                   |
| 24-1-2022                                                             | Yaoundé                                                               | Camerun                                                               | 2 – 1                                                                 | Comore                                                                | Coppa d'Africa 2021 - Ottavi di finale                                | -                                                                     | 75’ 87’                                                               |
| 25-3-2022                                                             | Moroni                                                                | Comore                                                                | 2 – 1                                                                 | Etiopia                                                               | Amichevole                                                            | 1                                                                     | 59’                                                                   |
| 27-6-2022                                                             | Lusaka                                                                | Zambia                                                                | 2 – 1                                                                 | Comore                                                                | Qual. Coppa d'Africa 2023                                             | -                                                                     | 90+4’                                                                 |
| 11-6-2024                                                             | Oujda                                                                 | Ciad                                                                  | 0 – 2                                                                 | Comore                                                                | Qual. Mondiali 2026                                                   | -                                                                     | 74’                                                                   |
| 4-9-2024                                                              | El Jadida                                                             | Comore                                                                | 1 – 1                                                                 | Gambia                                                                | Qual. Coppa d'Africa 2025                                             | -                                                                     | 77’                                                                   |
| 9-9-2024                                                              | Radès                                                                 | Madagascar                                                            | 1 – 1                                                                 | Comore                                                                | Qual. Coppa d'Africa 2025                                             | -                                                                     | 75’                                                                   |
| 11-10-2024                                                            | Radès                                                                 | Tunisia                                                               | 0 – 1                                                                 | Comore                                                                | Qual. Coppa d'Africa 2025                                             | -                                                                     | 90+2’                                                                 |
| 15-10-2024                                                            | Abidjan                                                               | Comore                                                                | 1 – 1                                                                 | Tunisia                                                               | Qual. Coppa d'Africa 2025                                             | -                                                                     | 64’                                                                   |
| 15-11-2024                                                            | Berkane                                                               | Gambia                                                                | 1 – 2                                                                 | Comore                                                                | Qual. Coppa d'Africa 2025                                             | -                                                                     | 81’                                                                   |
| 20-3-2025                                                             | Berkane                                                               | Comore                                                                | 0 – 3                                                                 | Mali                                                                  | Qual. Mondiali 2026                                                   | -                                                                     | 80’                                                                   |
| Totale                                                                |                                                                       | Presenze                                                              | 18                                                                    |                                                                       | Reti                                                                  | 2                                                                     |                                                                       |